# أدريان براشاو
أدريان براشاو (1958 -)، ضابط سابق بالجيش البريطاني شغل منصب نائب القائد الأعلى للحلفاء في أوروبا. كما شغل منصب مدير القوات الخاصة من 2006 إلى 2009 وقائد القوات البرية في 2013.